# 蓬波涅
蓬波涅（法語：Pompogne，法語發音：[pɔ̃pɔɲ]）是法国洛特-加龙省的一个市镇，属于内拉克区。

## 地理
蓬波涅（44°15'21"N, 0°3'6"E）面积35.96 平方千米，位于法国新阿基坦大区洛特-加龍省，该省份为法国西南部内陆省份，北起多爾多涅省，西接吉倫特省和朗德省，南至热尔省，东临塔恩-加龙省和洛特省。
与蓬波涅接壤的市镇（或旧市镇、城区）包括：卡斯泰尔雅卢、乌尔比斯河畔法尔格、韦耶斯、潘代尔、拉雷于尼翁、索梅让。

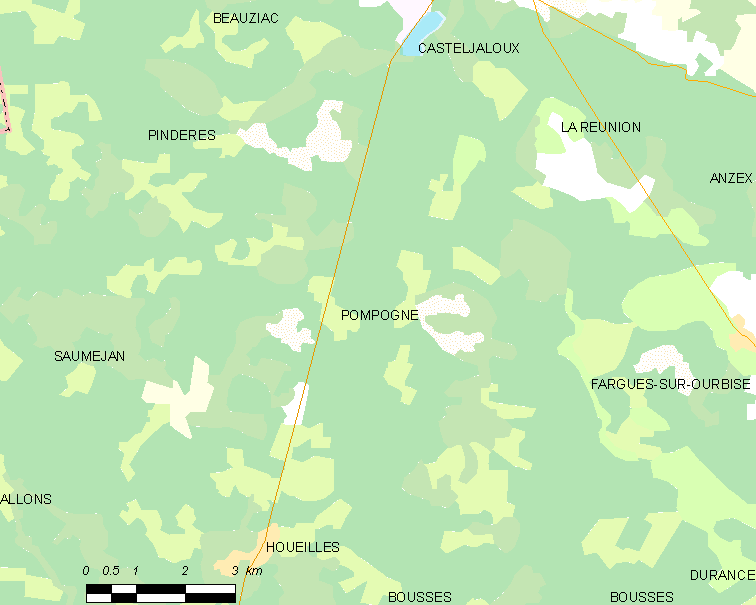
蓬波涅的OSM定位图

蓬波涅的时区为UTC+01:00、UTC+02:00（夏令时）。

## 行政
蓬波涅的邮政编码为47420，INSEE市镇编码为47208。

## 政治
蓬波涅所属的省级选区为加斯科涅森林县。

## 人口

1962-2008年间蓬波涅人口变化图示

蓬波涅于2022年1月1日时的人口数量为195人。